# Ronald Beitler
Ronald Beitler (Ermelo, 25 luglio 1977) è un pilota motociclistico olandese, ritiratosi dall'attività agonistica.

## Carriera
Nel 2006 prende parte al campionato Europeo Velocità con una Honda, posizionandosi ventiduesimo con 6 punti nella classifica piloti.
Per quanto riguarda le competizioni del motomondiale, ha partecipato solo al GP d'Olanda della stagione 2007, quale wild card nella classe 250 in sella ad una Honda, senza ottenere punti. Nel 2008 si ritiara dalle competizioni.

## Risultati nel motomondiale
| 2007 | Classe | Moto  |  |  |  |  |  |  |  |  |    |  |    |  |  |  |  |  |  |  | Punti | Pos. |
| ---- | ------ | ----- |  |  |  |  |  |  |  |  | -- |  | -- |  |  |  |  |  |  |  | ----- | ---- |
| 2007 | 250    | Honda |  |  |  |  |  |  |  |  | 23 |  | NE |  |  |  |  |  |  |  | 0     |      |

| Legenda | 1º posto        | 2º posto            | 3º posto            | A punti      | Senza punti        | Grassetto – Pole position Corsivo – Giro più veloce |
| Legenda | Gara non valida | Non qual./Non part. | Ritirato/Non class. | Squalificato | '-' Dato non disp. | Grassetto – Pole position Corsivo – Giro più veloce |